# Провінція Кії
Провінція Кії (яп. 紀伊国 — кії но куні, «країна Кії»; 紀州 — кісю, «провінція Кії») — історична провінція Японії у регіоні Кінкі на острові Хонсю. Відповідає сучасній префектурі Вакаяма і південній частині префектури Міє.

## Короткі відомості
Провінція Кії була заснована у 7 столітті. Її адміністративний центр знаходився у сучасному місті Вакаяма.
У період Нара (710—794) у провінції було збудовано три синтоїтські святилища на горах Кумано, які стали надалі місцем паломництва імператора і придворної знаті. Кії була також центром буддистської секти Сінґон, головний храм якої Конґобудзі був на горі Коя.
Наприкінці 12 століття, завдяки активному використанню купцями транспортного шляху з Західної Японії до Східної через Тихий океан, у провінції Кії з'явилися перші пірати. Вони називалися «флот Кумано». Завдяки їхній підримці роду Мінамото у війні проти роду Тайра у 1180—1185 роках, пірати перебували під особливою опікою Камакурського сьоґунату.
У 15-16 століттях формальним володарем провінції Кії був рід Хатакеяма. Однак реальна влада належала місцевій знаті і буддистським громадам Дзайґа та Ненґоро. Вояки цих громад славилися на всю Японію своїм мистецтвом стрільби з рушниці. Більшість громад були знищені у 1585 році силами Оди Нобунаґи і Тойотомі Хідейосі.
У період Едо (1603—1867) провінція Кії належала родині Токуґава, бічній лінії сьоґунського роду в Едо.
У результаті адміністративної реформи 1871 року землі провінції Кії на схід від річки Кумано увійшли до складу префектури Міє. Решта — були об'єднані у префектуру Вакаяма.

## Повіти
- Ама 海部郡
- Аріда 在田郡（有田郡）
- Іто 伊都郡
- Муро 牟婁郡
- Наґа 那賀郡
- Наґуса 名草郡
- Хідака 日高郡